# Lutomiersk (gmina)
Pour les articles homonymes, voir Lutomiersk.
Lutomiersk est une gmina (commune) rurale (gmina wiejska) du powiat de Pabianice, dans la Voïvodie de Łódź, dans le centre de la Pologne.
Son siège administratif (chef-lieu) est le village de Lutomiersk, qui se situe environ 17 kilomètres (km) au nord-ouest de Pabianice (siège du powiat) et 19 kilomètres à l'ouest de la capitale régionale Łódź (capitale de la voïvodie).
La gmina couvre une superficie de 133,87 km2 pour une population de 7 309 habitants en 2011.

## Géographie
La gmina inclut les villages et localités de :
- Albertów
- Antoniew
- Babice
- Babiczki
- Bechcice-Kolonia
- Bechcice-Parcela
- Bechcice-Wieś
- Charbice Dolne
- Charbice Górne
- Czołczyn
- Dziechtarzew
- Florentynów
- Franciszków
- Jerwonice
- Jeziorko
- Kazimierz
- Legendzin
- Lutomiersk
- Madaje Nowe
- Malanów
- Mianów
- Mikołajewice
- Mikołajewice-Kolonia
- Mirosławice
- Orzechów
- Prusinowice
- Prusinowiczki
- Puczniew
- Puczniew-Leonów
- Stanisławów Nowy
- Stanisławów Stary
- Szydłów
- Szydłówek
- Wola Puczniewska
- Wrząca
- Wygoda Mikołajewska
- Zalew
- Zdziechów
- Zdziechów Nowy
- Zdziechów-Kolonia
- Żurawieniec
- Zygmuntów

### Gminy voisines
La gmina de Lutomiersk est voisine de:

les villes de :
- Konstantynów Łódzki

et des gminy de:
- Aleksandrów Łódzki
- Dalików
- Łask
- Pabianice
- Poddębice
- Wodzierady
- Zadzim

## Administration
De 1975 à 1998, le village était attaché administrativement à l'ancienne voïvodie de Sieradz.

Depuis 1999, il fait partie de la nouvelle voïvodie de Łódź.

## Structure du terrain
D'après les données de 2013, la superficie de la commune de Lutomiersk est de 133,87 kilomètres carrés, répartis comme telle :
- terres agricoles : 71 %
- forêts : 22 %

La commune représente 27,21 % de la superficie du powiat.

## Démographie
Données du 31 décembre 2007 :
| Description        | Total  | Total | Femmes | Femmes | Hommes | Hommes |
| ------------------ | ------ | ----- | ------ | ------ | ------ | ------ |
| Unité              | Nombre | %     | Nombre | %      | Nombre | %      |
| Population         | 7 233  | 100   | 3 656  | 50,5   | 3 577  | 49,5   |
| Densité (hab./km²) | 54     | 54    | 27     | 27     | 27     | 27     |